# Luc Orient
Luc Orient est une série de bande dessinée de science-fiction, nommée d'après son personnage principal, créée par Greg (scénario) et Eddy Paape (dessin), publiée du 19 janvier 1967 au 12 juin 1984 dans le Journal de Tintin et éditée en album de 1969 à 1994 aux éditions Lombard et Dargaud, avant publication d'une intégrale incomplète en trois volumes chez Pictoris Studio en 1998 et 1999 puis d'une intégrale complète en cinq volumes aux éditions du Lombard en 2008.
Cette série est terminée.

## Historique
Constatant que le genre de la science-fiction n'est pas représenté dans le Journal de Tintin, son rédacteur en chef Greg demande à Eddy Paape, vieux routier de la bande dessinée, de réaliser avec lui une série de SF. C'est ainsi que naît, le 17 janvier 1967, Luc Orient, série narrant les aventures d'un physicien à la carrure d'athlète, de son patron, Hugo Kala, et de l'assistante de celui-ci, Lora.
Le premier cycle de la série (tomes 1-5), influencé par Flash Gordon, transporte les héros sur la planète Térango, qu'ils libèrent de son dictateur, Sectan. Luc Orient et ses amis sont ensuite confrontés, sur Terre (tomes 6-11), à des menaces tout aussi fantastiques (manipulations génétiques, peuples inconnus, folies collectives…). Le troisième cycle principal (tomes 12-15) tourne autour de l'exode du peuple des Dartz, qui cherche à s'établir sur Térango.
Inspiré par Brick Bradford et par des articles scientifiques à partir desquels il extrapolait, Greg donne à Paape, ami de longue date, des scénarios sur mesure, grâce auxquels celui-ci peut donner libre cours à son goût pour les cadrages inventifs. 
Le départ de Greg pour la France, puis pour les États-Unis (1980), sonne la fin de la série. Greg a demandé à Gérard Jourd'hui de le remplacer mais c'est Eddy Paape qui finit tout seul et signe l'album Roubak, ultime espoir. Le retour de Greg en 1984 permet de réaliser un seizième album, Caragal, dans lequel Luc Orient doit affronter son meilleur ami Kala, qui est dénaturé par le scénariste ; lequel semble vouloir en finir avec une œuvre qu'il juge trop marquée par son temps. Une reprise de la série en 1994 ne rencontre pas le succès attendu, ce qui pousse Greg à abandonner Luc Orient. De plus, un désaccord sur la trame du scénario du dernier album, jugée peu cohérente, entraîne l'interruption du travail d'Eddy Paape. Cette interruption devient définitive avec le décès du scénariste en 1999. Cette dernière histoire, intitulée Le Mur, demeure donc inachevée (6 planches dessinées, 11 scénarisées) et ne sera publiée qu'en 2008, dans le dernier volume de l'intégrale publiée par Le Lombard.
Les albums sont publiés par les Éditions du Lombard à Bruxelles, et simultanément par Dargaud en France. Sur la couverture des sept premiers albums figure la mention « Une histoire du journal Tintin ».

## Liste des albums
1. Les Dragons de feu (Le Lombard, 1/1969 ; Dargaud, 9/1969)
2. Les Soleils de glace (Le Lombard, 1/1970)
3. Le Maître de Térango (Le Lombard, 1/1971)
4. La Planète de l'angoisse (Le Lombard, 10/1972)
5. La Forêt d'acier (1/1973)
6. Le Secret des 7 lumières (2/1974)
7. Le Cratère aux sortilèges (10/1974)
8. La Légion des anges maudits (1/1975)
9. 24 Heures pour la planète Terre (1/1975)
10. Le 6e Continent (Le Lombard, 1/1976)
11. La Vallée des eaux troubles (1/1976)
12. La Porte de cristal (Le Lombard, 1/1977)
13. L'Enclume de la foudre (10/1978)
14. Le Rivage de la fureur (Le Lombard, 1/1981)
15. Roubak - Ultime espoir, scénario d'Eddy Paape, collaboration non créditée de Gérard Jourd'hui (5/1984)
16. Caragal (6/1985)
17. Les Spores de nulle part, contient quatre histoires courtes : Les Spores de nulle part (scénario de Greg), Les Rayons de feu du soleil (scénario de Gérard Jourd'hui), La Vengeance (scénario de Greg), Mission en 2012 (scénario d'André-Paul Duchâteau, dessin Eddy Paape et Andreas) (2/1990)
18. Rendez-vous à 20 h en enfer… (10/1994)

Intégrale Pictoris Studio :
1. Intégrale 1, reprend Les Dragons de feu, Les Soleils de glace (1/1998)
2. Intégrale 2, reprend Le Maître de Térango, La Planète de l'angoisse  (12/1998)
3. Intégrale 3, reprend La Forêt d'acier, Le Secret des 7 lumières (2/1999)

Intégrale Le Lombard :
1. Intégrale 1, reprend Les Dragons de feu, Les Soleils de glace, Le Maître de Térango, La Planète de l'angoisse (1/2008)
2. Intégrale 2, reprend La Forêt d'acier, Le Secret des 7 lumières, Le Cratère aux sortilèges, La Légion des anges maudits (4/2008)
3. Intégrale 3, reprend 24 Heures pour la planète Terre, Le 6e Continent, La Vallée des eaux troubles, La Porte de cristal (6/2008)
4. Intégrale 4, reprend L'Enclume de la foudre, Le Rivage de la fureur, Roubak - Ultime espoir, Caragal (9/2008)
5. Intégrale 5, reprend Les Spores de nulle part, Rendez-vous à 20 h en enfer…, Le Mur (11/2008)